# Дідьє Рауль
Дідьє Рауль (фр. Didier Raoult; 13 березня 1952, Дакар, Сенегал) — французький лікар-інфекціоніст та мікробіолог. Він і його команда виявили понад шістдесят нових видів вірусів, зокрема Мімівірус (Mimivirus). Він є одним з 99 найцитованіших мікробіологів у світі і одним з 73 найвисокооплачуваніших французьких вчених. Є основним світовим спеціалістом з Ку-гарячки і хвороби Віппла. Він також входить в список 400 найцитованіших біомедичних авторів у світі.

## Біографія
Дідьє Рауль народився 13 березня 1952 у Дакарі, Сенегал. Батько був військовим лікарем, матір медсестрою. У 1961 році з батьками переїхав у Марсель. У 1970 році він вступив на службу на кораблі. Одружений з 1982 року з Наташою Кейн, по професії психіатр. У них двоє дітей. Навчався у медичній школі. Закінчив ординатуру та отримав ступінь доктора. Деякий час працював лікарем на Таїті. У цей час він став спеціалізуватися в галузі інфекційних захворювань. Потім він працював у США. Винайшов спосіб культивування рикетсій для досліджень. У 1983 році заснував інфекційну лабораторію у лікарні Hôpital de la Timone у Марселі. У його лабораторії працює понад 200 осіб, в тому числі 86 науковців і лікарів, які публікують в середньому 325 статей у рік і подали понад 50 патентів.
Добився гранту на будівництво приміщення Institut Hospitalo Universitaire Méditerranée Infection у Марселі (73 млн євро). Інститут відкрився на початку 2017 року. Займається вивченням інфекційних захворювань, здійснює діагностику, дослідницьку та викладацьку діяльність.

## Основні відкриття
Команда професора Рауля був першою, яка виявили віруси велетенських розмірів. У 2003 році Рауль був співавтором відкриття мімівіруса. До групи велетенських вірусів також належать Marseillevirus та Faustoviruses, які відкриті Раулем.
З 1990-х років Рауль і його команда відкрили і описали близько 96 нових патогенних бактерій і вивчили їх наслідки для людини. Дві бактерії були названі на його честь: Raoultella planticola і Rickettsia raoultii.
Вклав значний внесок у вивченні рикетсій. Навчився культивувати рикетсії. Визначив, що вони передаються вошами, блохами і кліщами, а деякі види комарами. Його команда була першою, що визначила роль бактерії Bartonella в розвитку ендокардиту. Розробив дієві способи діагностики та лікування Ку-гарячки. У його лабораторії вперше у світі виділили та культивували бактерію Tropheryma whipplei, що є збудником хвороби Віппла. Провів дослідження, які дозволили створити нові ефективніші методи лікування хвороби Віппла.
Його лабораторія працює у галузі палеомікробіології. Його команда розробила оригінальну методику екстракції ДНК з пульпи зуба людей, що давно померли, за якою вони визначили, що причиною епідемії чуми у Марселі у XVIII столітті, була бактерія Yersinia pestis, що стала причиною пандемії Чорна смерть у XIV столітті. Команда Дідьє Рауля також показала, що перша чумна пандемія чума Юстиніана також була спричинена Yersinia pestis. Ці методи також дозволили відкрити причини загибелі солдат армії Наполеона під час відступу з Росії, після дослідження масових поховань, виявлених у Вільнюсі. 
З 1999 року його лабораторія секвенувала геном 24 бактерій.
У березні 2020 року під його керівництвом було проведено попереднє нерандомізоване дослідження по застосуванню в лікуванні хворих на коронавірусну хворобу 2019 гідроксихлорохіну разом з азитроміцином.